# إيان تاورز
إيان تاورز (بالإنجليزية: Ian Towers)‏ هو لاعب كرة قدم بريطاني في مركز الهجوم، ولد في 11 أكتوبر 1940 في كونست ‏ في المملكة المتحدة، وتوفي في 25 يناير 2015 في كيب تاون في جنوب أفريقيا. لعب مع أولدهام أثلتيك ونادي بوري ونادي بيرنلي ونادي هيلانك.